# Frédérique Vidal
Pour les articles homonymes, voir Vidal.
Frédérique Vidal, née le 9 mai 1964 à Monaco, est une enseignante-chercheuse, biochimiste et une femme politique française.
Professeure des universités, spécialiste de génétique moléculaire, elle préside l’université Nice-Sophia-Antipolis de 2012 à 2017. Elle est ministre de l'Enseignement supérieur, de la Recherche et de l'Innovation dans les gouvernements d'Édouard Philippe et de Jean Castex du 17 mai 2017 au 20 mai 2022, sous la première présidence d'Emmanuel Macron.

## Biographie

### Origines et études
Née le 9 mai 1964 à Monaco, Frédérique Vidal grandit dans une famille de trois enfants, dont les parents et grands-parents exploitaient un hôtel à Beausoleil. Elle est la première de sa famille à obtenir son baccalauréat. Après un échec en première année de médecine, Frédérique Vidal réussit le concours d'infirmière avant de se réorienter en biochimie sur les conseils de la responsable du concours.
Frédérique Vidal est titulaire d'une maîtrise de biochimie à l'université Nice-Sophia-Antipolis (UNSA), et d'un diplôme d'études approfondies (DEA) option virologie fondamentale à l'Institut Pasteur. Elle soutient sa thèse de doctorat en sciences de la vie à l'UNSA en 1993.

### Carrière scientifique
Elle commence sa carrière dans la recherche et développement dans le privé et travaille un an pour le groupe Virbac, entreprise pharmaceutique vétérinaire. Spécialiste en génétique moléculaire, elle se qualifie aux fonctions de maître de conférences à l'université Nice-Sophia-Antipolis en 1994, puis à celles de professeur des universités en biochimie, biologie moléculaire et cellulaire en 2002.
Au cours de sa carrière, elle n'a officiellement encadré aucune thèse. Elle a publié un seul article de recherche en dernier auteur (position réservée par convention en biologie à la personne ayant dirigé le travail) et a un indice h de 14 (relevé sur Web of Science, février 2021).
Elle a notamment publié un article en 1995 dans Nature Genetics identifiant des mutations impliquées dans la sténose du pylore,.
Un article publié en 2003 par une équipe de chercheurs (dont Frédérique Vidal) et intitulé A novel germ line-specific gene of the phosducin-like protein (PhLP) family : A meiotic function conserved from yeast to mice a fait l'objet d'une rétractation par la revue Journal of Biological Chemistry en 2019 après la révélation d'une manipulation non appropriée d'une figure, de conditions expérimentales différentes non signalées dans le protocole d'évaluation (les mêmes transferts d'acide ribonucléique ayant été déjà publiés dans un autre article), et de l'impossibilité des auteurs de mettre à disposition le jeu de données original pour vérifications. La rétraction est décidée par une partie des auteurs, mais Frédérique Vidal n'a pas pu être jointe pour donner son accord.

### Carrière administrative
De 1999 à 2003, elle est membre extérieure du conseil scientifique de l'Institut national de la santé et de la recherche médicale.
Responsable des stages puis directrice adjointe du magistère de pharmacologie, Frédérique Vidal dirige le département sciences de la vie de l'université Nice-Sophia-Antipolis de 2005 à 2008. Frédérique Vidal est également membre du jury du master de virologie de l'UPMC-Paris 7-Institut Pasteur depuis 2004. Elle a été co-responsable du projet européen Tempus sur la mise en place du LMD (organisation Licence Master Doctorat) dans les Balkans de 2006 à 2009.
Experte pour le Haut Conseil de l'évaluation de la recherche et de l'enseignement supérieur (HCERES) depuis 2007, et pour l'Union Européenne dans le cadre de l'université euro-méditerranéenne (EMUNI) depuis 2010, elle est membre invité avec voix délibérative de la commission scientifique de la faculté de médecine depuis 2010, et du projet européen Tempus[réf. souhaitée].
De 2009 à 2012, elle est élue directrice de l’UFR de Sciences et en avril 2012, elle devient présidente de l'université Nice-Sophia-Antipolis,, fonction qu’elle occupera jusqu’à sa nomination au gouvernement en mai 2017. Sous sa présidence, des « diplômes d’établissement » en deux ans pour 4 000 € ont été instaurés, à la place de trois parcours de masters de biologie dont les tarifs étaient calqués sur ceux en vigueur, soit 256 euros. Des étudiants et enseignants-chercheurs dénoncent alors une « logique de privatisation » de formations universitaires.
Pendant sa présidence, Frédérique Vidal fait aussi partie du conseil d'administration de l'observatoire de la Côte d'Azur. À partir de 2013, elle est trésorière de la Coordination des universités de recherche intensive françaises (CURIF), dont un des objectifs affichés est de « mieux faire connaître aux décideurs politiques et économiques et aux leaders d’opinion le rôle et les activités des universités de recherche intensive ».
Le 22 janvier 2016, sous l’impulsion de Frédérique Vidal, l'université Nice-Sophia-Antipolis obtient le label Initiative d'excellence (Idex) pour le projet UCA Jedi.[réf. nécessaire]
Les méthodes de direction de Frédérique Vidal à l'université Nice-Sophia-Antipolis font l'objet de plusieurs critiques : techniques managériales « à l'américaine », mépris des sciences humaines, « infantilisation », « phrases assassines ». Selon le témoignage d'une chercheuse syndiquée CGT recueilli par Libération, Frédérique Vidal « ne tolère pas le débat, ce qui est paradoxal quand on est universitaire, ni la contradiction, ce qui est un problème quand on est scientifique ».

### Ministre de l'Enseignement supérieur, de la Recherche et de l’Innovation

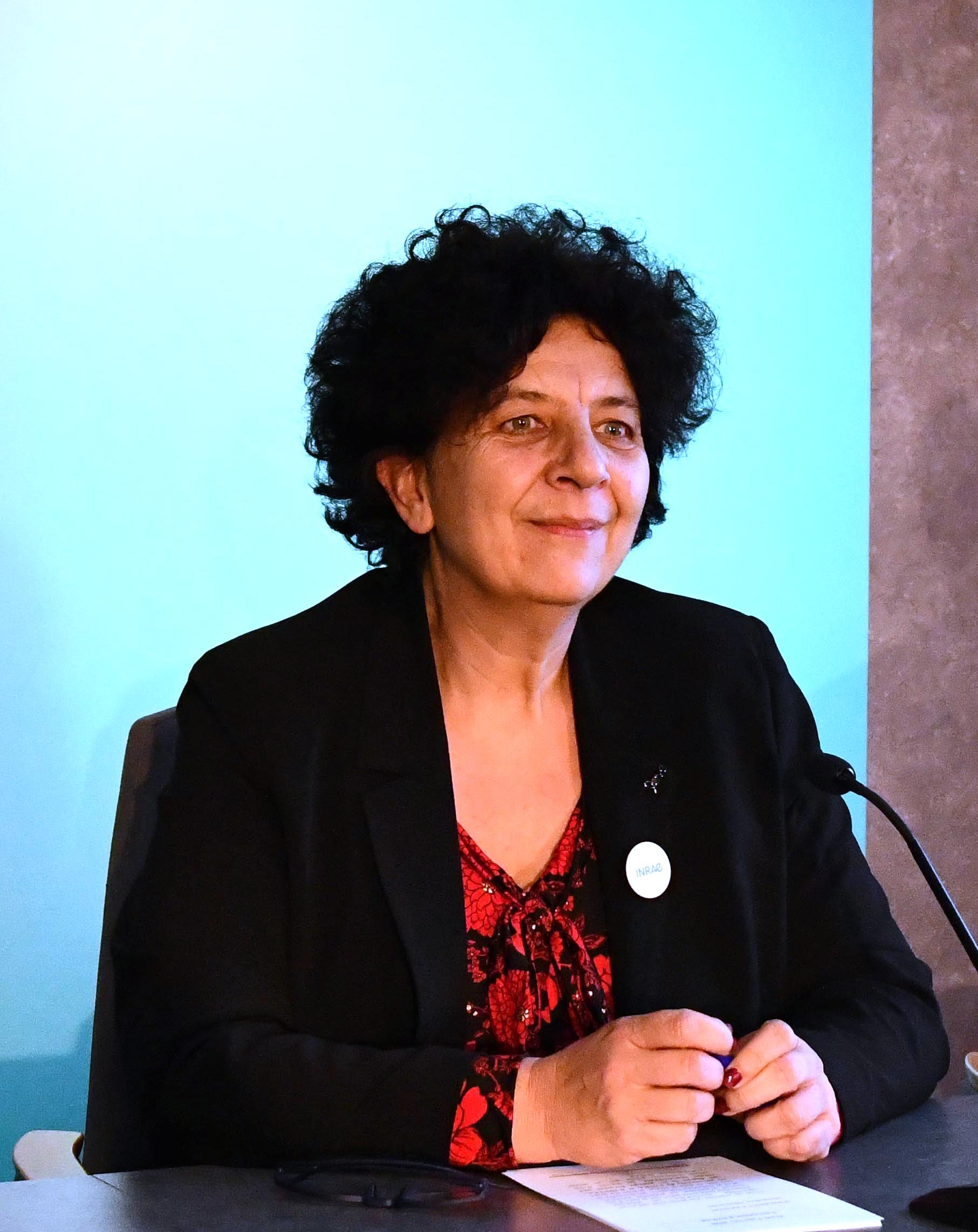
Frédérique Vidal en 2020.

#### Nomination
Le 17 mai 2017, elle est nommée ministre de l'Enseignement supérieur, de la Recherche et de l'Innovation dans le gouvernement Édouard Philippe sous la présidence d'Emmanuel Macron,. La ministre est fragilisée par la révélation en mai 2018 d'une plainte pénale pour fraudes et harcèlement déposée contre l'université de Nice lorsqu'elle en était la présidente. En effet, en 2018, le journal L'Express, puis Sylvestre Huet, membre du Conseil de l’intégrité scientifique, l'accusent d'ingérence dans le traitement de l'inconduite scientifique présumée d'Anne Peyroche. Le ministère dément. Après que l'un de ses articles est mis en cause sur le site PubPeer, elle envisage des poursuites judiciaires,.

#### Réforme de l'accès à l'enseignement supérieur
Elle est chargée d'une réforme de l’accès au premier cycle universitaire (licence). Le projet, dénommé Plan Étudiants, est présenté à la presse le 30 octobre 2017 par le Premier ministre Édouard Philippe, Frédérique Vidal et le ministre de l’Éducation nationale Jean-Michel Blanquer. Ce plan national a notamment pour objectif affiché de modifier et améliorer les conditions d’accès dans l’enseignement supérieur et de transformer le premier cycle universitaire.
En octobre 2012, huit inspecteurs généraux de l’Éducation nationale avaient remis un rapport d’évaluation à la ministre de l’Enseignement supérieur de l'époque, Geneviève Fioraso, sur la procédure Admission Post-Bac (APB). Ce rapport faisait le constat que le fonctionnement et l’utilisation de la plateforme entraînait des effets pervers. En effet, la plateforme est une source d’inquiétude pour les parents et les élèves qui sont souvent mal accompagnés et informés. L’offre importante de formations sur le site APB a également conduit à une concentration des demandes sur une minorité d’établissements prestigieux, entraînant un désintérêt pour les établissements de proximité. En 2016, la CNIL avait été saisie d’une plainte « à l’encontre du traitement APB dont l’objet est le recueil et le traitement des vœux des candidats à une admission en première année d'une formation post-baccalauréat ».
Pendant l’été 2017, l’accumulation des dysfonctionnements de la plateforme, la remise en cause du tirage au sort dans les filières en tension et le nombre non négligeable d’élèves sans affectation à l’issue de la procédure ont conduit le gouvernement à réformer le système d’admission dans l’enseignement supérieur car les problèmes ont entraîné des perturbations dans l'affectation des étudiants dans les universités. Dans la foulée, la présidente de la CNIL met en demeure le 28 septembre « le ministère de l’Enseignement Supérieur, de la Recherche et de l’Innovation de cesser de prendre des décisions concernant des personnes sur le seul fondement d’un algorithme et de faire preuve de plus de transparence dans son utilisation ».
Dès juillet 2017, une concertation sociale rassemblant les acteurs majeurs de l’enseignement supérieur a été lancée. Durant trois mois, 250 acteurs de l’enseignement supérieur et de l’enseignement scolaire se sont organisés en groupes de travail avant de rendre un rapport le 19 octobre 2017, présentant une série de propositions pour l’accueil et la réussite des étudiants[réf. souhaitée].
Le Plan Étudiants, traduit sur le plan législatif par la loi Orientation et réussite des étudiants (ORE), issu de cette concertation, est présenté à la presse le 30 octobre 2017. La réforme prévoit la création d’une nouvelle plateforme d’accès à l’enseignement supérieur, Parcoursup, la suppression de la sélection par le tirage au sort, ainsi que des mesures permettant d'accompagner les lycéens dans la construction de leur projet d’orientation. La loi permet de rattacher tous les étudiants au régime général de la Sécurité sociale, de créer de nouveaux centres de santé au sein des universités et de soutenir la mobilité.
Après une première lecture à l’Assemblée nationale en décembre 2017 puis au Sénat en février 2018, la commission mixte paritaire se réunit le 13 février 2018 pour réexaminer le projet de loi ORE. Le 15 février 2018, le Parlement vote en faveur des conclusions de la commission et adopte définitivement le projet de loi ORE.
L'opposition à la réforme est vive chez de nombreux étudiants, enseignants et lycéens, qui dénoncent notamment l'instauration d'une sélection à l'entrée de l'université et la fin du droit à étudier pour tous. Cela conduit au blocage de plusieurs universités par les étudiants sur tout le territoire, comme à l'université Toulouse-Jean-Jaurès, au centre Pierre-Mendès-France ou à l'université Paris-VIII, durant de nombreuses semaines,,.

#### Loi de programmation de la recherche pour les années 2021 à 2030
Le « projet de loi de programmation de la recherche pour les années 2021 à 2030 et portant diverses dispositions relatives à la recherche et à l’enseignement supérieur » est présenté par Frédérique Vidal le 24 juillet 2020, adopté en première lecture à l'Assemblée nationale le 23 septembre 2020 avant de passer (en procédure accélérée) au Sénat les 29 et 30 octobre 2020. Selon le gouvernement, le texte poursuit trois ambitions principales : « mieux financer et évaluer la recherche publique, améliorer l’attractivité des métiers de la recherche et replacer la science dans une relation ouverte avec l’ensemble de la société ».
Le texte fait face à l'opposition du personnel de la recherche, notamment en ce qui concerne le « CDI de mission » et les tenure tracks, ainsi que les mesures budgétaires jugées inappropriées au regard des enjeux et des promesses de « jour d'après » faites par Emmanuel Macron le 16 mars. Le texte est vivement critiqué par l'assemblée des directeurs de laboratoire, l'ensemble des présidentes et présidents des quarante-six sections du CNRS et des dix conseils scientifiques des instituts du CNRS, l'Académie des Sciences, la Conférence des Présidents d'Université, le Conseil d'État[réf. nécessaire]. Le Conseil économique, social et environnemental, saisi par le gouvernement à son sujet, exprime lui aussi dans la conclusion de son rapport ses doutes quant à la possibilité de « soigner un système avec les outils qui l'ont rendu malade »
Le 3 novembre 2020, dans une lettre adressée à Emmanuel Macron, la Commission permanente du Conseil national des universités demande la démission de la ministre Frédérique Vidal, considérant que cette dernière a « provoqué une crise de confiance et un désordre sans précédent dans le monde de la recherche en voulant mener, coûte que coûte, une réforme décriée de toute part » et qu'elle « ne dispose plus de la légitimité nécessaire pour parler au nom de la communauté universitaire et pour agir en faveur de l'Université ».
La mobilisation des universitaires conduit à une forme de grève numérique, du fait de la pandémie de Covid-19 et du passage aux cours à distance, contre l'adoption du texte de la LPR.

### Carrière post-gouvernementale
Après le départ de Frédérique Vidal du Gouvernement, à cause de risques déontologiques, la Haute Autorité pour la transparence de la vie publique interdit à l'ex-ministre de travailler pour la Skema Business School, cette grande école privée ayant beaucoup bénéficié de la politique du ministère. Après un passage en tant que conseillère à l'European Foundation for Management Development, Frédérique Vidal devient néanmoins présidente du think tank de la Skema en 2025, à titre bénévole.
En 2025, elle est nommée présidente d'une fondation luttant contre la précarité étudiante, financée par Abeille Assurances.

## Prises de position et controverses

### Détournement de pouvoir
En mai 2018, Le Canard enchaîné fait état d'une plainte pénale pour « fraude à des concours publics » et « harcèlement » formée en juillet 2017 contre Frédérique Vidal, en sa qualité d'ancienne présidente de l'université Nice-Sophia-Antipolis (UNSA) d'avril 2012 à mai 2017.

### Bilan sur les recherches universitaires et sur l'«islamo-gauchisme» à l'université
Le 16 février 2021, Frédérique Vidal, alors ministre de l'enseignement supérieur, annonce vouloir charger le CNRS d'une « enquête scientifique » sur l'université visant à établir un « bilan de l'ensemble des recherches »qui puisse permettre de discerner « ce qui relève de la recherche académique et ce qui relève du militantisme et de l'opinion ». Cette proposition fait suite à une déclaration inattendue de la ministre, deux jours plus tôt sur le plateau de CNews, où elle avait affirmé que « l'islamo-gauchisme gangrène la société dans son ensemble et l'université n'est pas imperméable ».
Emmanuel Macron prend ses distances avec cette position par l'intermédiaire du porte-parole du gouvernement, Gabriel Attal, qui déclare que « le président de la République est profondément attaché à l'indépendance des enseignants-chercheurs, qui est un des fondements de notre république et que nous devons garantir » sans toutefois désavouer la ministre, qui conserve sa « confiance ».
Dans une interview au JDD, Frédérique Vidal récuse vouloir mettre en place une « police de la pensée », assurant au contraire vouloir « déconstruire l'idée qu'il y aurait une pensée unique sur certains sujets et (…) protéger le pluralisme des idées à l'université ». Elle déclare également vouloir « une approche rationnelle et scientifique du sujet. Il faut quantifier les choses, sortir du ressenti et du présupposé »,.
Selon un sondage IFOP-Fiducial pour CNews et Sud-Radio publié le 19 février, plus des deux tiers (69 %) des personnes interrogées approuvent que la ministre demande une enquête sur « l'islamo-gauchisme à l'université ». Selon un second sondage publié le 24 février et réalisé pour Le Figaro et France Info, « deux tiers des Français approuvent les propos de la ministre de l'Enseignement supérieur ».
En mars 2023, Le Monde révèle que la ministre n'a finalement pas diligenté d'enquête sur « l'islamo-gauchisme » pendant ses fonctions, contrairement à ce qu'elle avait affirmé.

#### Réaction du monde universitaire
Ces propos et cette proposition déclenchent une vive polémique et une protestation du monde de la recherche. La Conférence des présidents d'université (CPU) regrette « une nouvelle polémique stérile » et fait savoir que les universités se tiennent prêtes à aider le gouvernement pour « sortir des représentations caricaturales et des arguties de café du commerce »,. Le CNRS, mandaté pour réaliser cette recherche, accepte sur le principe de réaliser cette étude dans le cadre de l'alliance Athéna, mais rappelle que « l'islamogauchisme n'est pas une réalité scientifique ». Il estime par ailleurs que certains champs de recherche « comme les études postcoloniales, les études intersectionnelles ou les travaux sur le terme de « race », ou tout autre champ de la connaissance » ont toute leur place dans le monde universitaire.
Les appels à la démission se multiplient, avec notamment un appel signé par 14 000 membres du personnel de l'enseignement supérieur et de la recherche, dont l'économiste Thomas Piketty et la sociologue Dominique Méda, qui dénoncent une « chasse aux sorcières » et une atteinte contre les libertés académiques à rapprocher selon eux des frondes menées par les gouvernements hongrois, brésilien et polonais. Dans Le Monde, plus de 200 universitaires du monde anglophone dont Judith Butler et Arjun Appadurai apportent leur soutien à leurs collègues français et soulignent « la résonance avec les plus sombres moments de l'histoire française, et notamment avec un discours attaquant les « judéo-bolcheviques » qui déjà servait à créer l'amalgame entre engagements politiques et religieux ». Dans une tribune publiée par L'Obs, plus de 200 intellectuels du monde entier, dont Angela Davis, Gayatri Spivak ou Achille Mbembe, expriment leur solidarité avec leurs collègues français et estiment que « les déclarations de Vidal montrent l'embarras de l'État devant ces défis, et, partant, la volonté de les réprimer plutôt que de s'y intéresser » et que « ce faux récit et ces actes de répression retirent effectivement la France d'un débat mondial animé et urgent. Ils soumettent les universitaires racisé.e.s - déjà peu nombreux.ses et marginalisé.e.s - qui produisent des études critiques sur le colonialisme, l'islamophobie, le racisme antinoir, etc., ainsi que leurs allié.e.s, à des risques encore plus importants ».
À la suite de la publication, sur un blog proche de la mouvance d'extrême droite, des noms de six cent chercheurs signataires de l'appel à démission publié dans Le Monde, accusés de « développer les théories qui ont pour unique but (…) de faire avancer l'islam et par conséquent le radicalisme islamique », le CNRS annonce saisir la justice. L'université Toulouse II Jean-Jaurès décide de se porter partie civile dans ce dossier et d'accorder la protection fonctionnelle aux enseignants concernés. Des chercheurs visés estiment que Frédérique Vidal « a ouvert la boîte de Pandore » et « a contribué à mettre en danger des enseignants et des chercheurs » avec ses déclarations, qui « se prêtent à ce type de manœuvres de la part de la fachosphère ».

#### Réactions institutionnelles
En avril 2021, six enseignants-chercheurs attaquent la ministre au Conseil d'État pour abus de pouvoir, et lui demandent de renoncer officiellement à cette enquête « qui bafoue les libertés académiques et menace de soumettre à un contrôle politique, au-delà des seules sciences sociales, la recherche dans son ensemble ». Le référé est rejeté par le Conseil d'État, mais celui-ci demande néanmoins une justification de la part de Frédérique Vidal, qui « dispose désormais de deux mois pour démontrer que sa décision ne constitue pas un détournement des pouvoirs et des attributions qui lui sont confiés ». L'enquête sur le militantisme dans la recherche académique souhaitée par Frédérique Vidal n'a pas été réalisée ; le CNRS a rejeté la demande de la ministre.
En octobre 2021, Frédérique Vidal crée l'étonnement en citant à l'appui de son enquête les travaux de l'Observatoire mondial sur la liberté académique, qui, récemment créé, n'a encore rien publié. Interrogés par Libération, ses dirigeants estiment qu'il est « tout à fait déplorable de parler d'une chose dont la ministre ne sait rien, en citant de fausses nouvelles », et ajoutent : « nos recherches montrent que les universités et la liberté académique en France ont récemment été attaquées. La principale source de ces récentes menaces contre la liberté académique, cependant, n'est pas interne, de l'intérieur des universités elles-mêmes, mais externe. Plus précisément dans ce cas, les universités ont été attaquées par des politiciens, y compris des représentants de haut niveau du gouvernement français ».

#### Rapport de Michel Wieviorka
Après s'être auto-saisi en tant que directeur d’études à l’École des hautes études en sciences sociales, le sociologue Michel Wieviorka remet en avril 2021 un rapport à Frédérique Vidal. Il y critique les « républicanistes » pour la faiblesse des travaux sur lesquels ils appuient leur démarche, une dénonciation jugée « sans nuances » et sans « aucune perspective de débat autre que la polémique dans l’espace public », fondée sur un universalisme « abstrait, ignorant de bien des réalités sociales et culturelles que la République s’avère impuissante à traiter politiquement depuis de nombreuses années ».[Quoi ?] Il critique également la « nébuleuse « postcoloniale », « intersectionnaliste » et identitaire » et ses adeptes, comme le Parti des Indigènes de la République par exemple, avec qui il deviendrait « de plus en plus difficile de communiquer, tant il faut ou bien se plier ici à des catégories faisant système et dessinant un espace plutôt refermé lui-même, ou bien renoncer à échanger ». Il reconnait toutefois à ce courant le mérite de chercher à « décoloniser les savoirs » face à « l'ethnocentrisme de bien des recherches sur le racisme » et à faire preuve d'une plus grande ouverture « à des pensées et des orientations nées dans les pays du Sud ».
Il recommande de développer conjointement les études sur le racisme, sur l’antisémitisme et sur l’antiracisme, de ne pas « confondre le débat public et le débat scientifique, même s'ils se chevauchent » et ne pas « laisser le débat public préempter des dissensions qui devraient d'abord s'exprimer entre chercheurs ». Il plaide également « contre le maccarthysme, contre l'idée que l'État devrait mettre de l'ordre dans tout ça, en surveillant et contrôlant ce que feraient les chercheurs ».

## Décorations
- Officière de la Légion d'honneur en 2022[71],[72] (Chevalière en 2013[73]).
- Commandeure de l'ordre du Mérite de la République italienne‎ (2021)[74]

## Publications scientifiques
- Vidal, F., Blangy, A., Rassoulzadegan, M., & Cuzin, F. (1992). A murine sequence-specific DNA binding protein shows extensive local similarities to the amyloid precursor protein. Biochemical and biophysical research communications, 189(3), 1336-1341.
- Vidal, F., Baudoin, C., Miquel, C., Galliano, M. F., Christiano, A. M., Uitto, J.... & Meneguzzi, G. (1995). Cloning of the laminin α3 chain gene (LAMA3) and identification of a homozygous deletion in a patient with Herlitz junctional epidermolysis bullosa. Genomics, 30(2), 273-280.
- Vidal, F., Aberdam, D., Miquel, C., Christiano, A. M., Pulkkinen, L., Uitto, J.... & Meneguzzi, G. (1995). Integrin β4 mutations associated with junctional epidermolysis bullosa with pyloric atresia. Nature genetics, 10(2), 229.
- Vidal, F., Lopez, P., López-Fernández, L. A., Ranc, F., Scimeca, J. C., Cuzin, F., & Rassoulzadegan, M. (2001). Gene trap analysis of germ cell signaling to Sertoli cells: NGF-TrkA mediated induction of Fra1 and Fos by post-meiotic germ cells. Journal of Cell Science, 114(2), 435-443. Correction et mise à jour en 2019 suite à une alerte sur deux figures de l'article. La revue maintient toutefois l' "expression of concerns" sur cet article indiquant que "Without the original full blots, the journal is unable to determine whether the results and conclusions reported in the paper are compromised".